# Lokomotivní depo

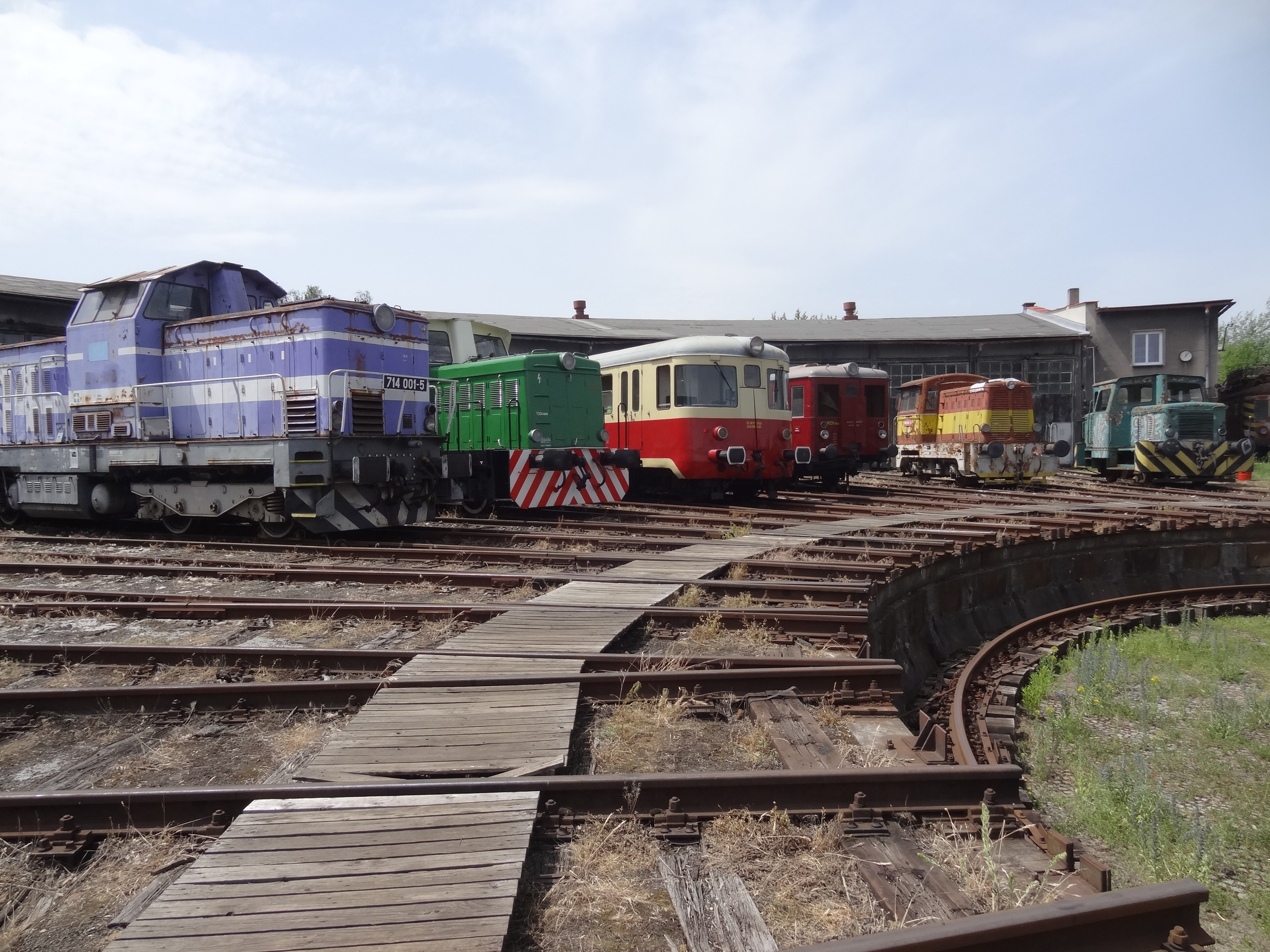
Depo Turnov

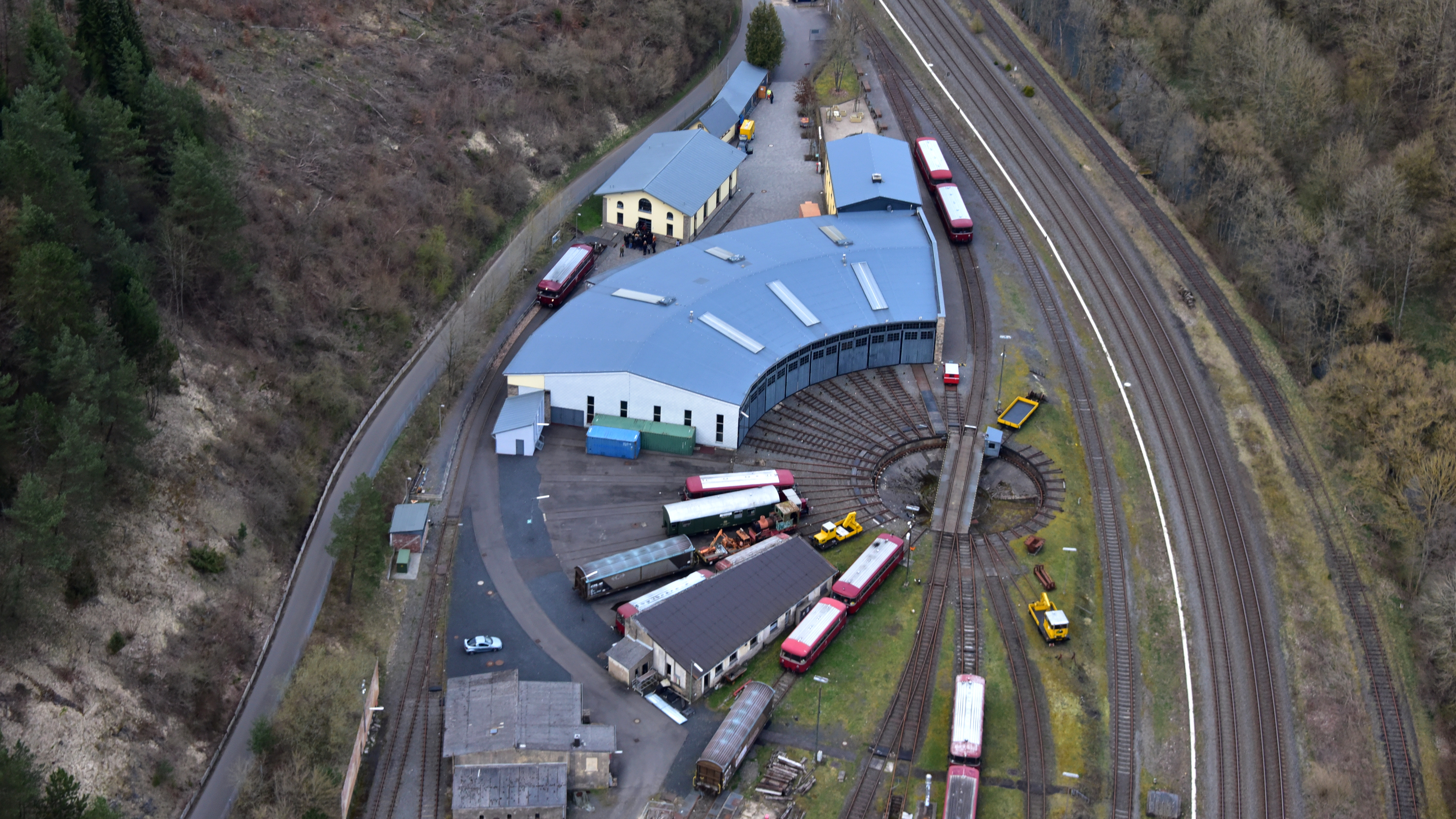
Depo Gerolstein, Německo

Lokomotivní depo je na železnici místo, které slouží k údržbě a zbrojení hnacích vozidel, zejména lokomotiv, motorových vozů a motorových i elektrických jednotek. Může též sloužit k jejich odstavení (deponaci) mezi jednotlivými dopravními výkony (tj. vedení vlaků, posun ve stanici aj.). V éře parních lokomotiv se pro lokomotivní depo používal výraz výtopna, nebo také topírna[zdroj?]. Menší lokomotivní depa (např. pro jednu či dvě lokomotivy) pak bývají nazývána remíza.
U některých železničních společností může tento pojem znamenat též organizační jednotku společnosti, které je přidělena k údržbě a provozování určitá skupina hnacích (trakčních) vozidel. V tomto případě může jedna jednotka nazvaná lokomotivní depo (název bývá zpravidla doplněn místem sídla tohoto lokomotivního depa) zahrnovat fyzicky i několik lokomotivních dep. Systém se v ČR na přelomu devadesátých let 20. století změnil, název organizační jednotky Českých drah je DKV – depo kolejových vozidel.

## Vybavení lokomotivního depa
Každé lokomotivní depo je vybaveno nezbytnou železniční infrastrukturou, tj. kolejemi a zařízeními pro přesun vozidel mezi jednotlivými kolejemi (v případě, že má depo více než jednu kolej), tj. výhybkami, točnami nebo přesuvnami. Pokud je depo vybaveno točnou pro otáčení lokomotiv (hnacích vozidel), jednotlivá stání (tj. kusé koleje, pro odstavení strojů) se od točny paprskovitě rozbíhají do rotundy (zastřešená budova, obvykle s typickým půlkruhovým půdorysem). Kolej na takovém stání mívá prohlídkovou jámu (slangově – kanál) a nad kolejí zařízení pro odvod spalin (pro parní nebo motorové lokomotivy). Obsluha může vstoupit dolů, pod odstavený stroj a provést prohlídku i údržbu na jeho spodku (pojezd, brzdový systém, trakční elektromotory, převodovka, kompresor i ostatní celky a zařízení, které jsou z této pozice přístupné). Často je depo vybaveno zařízením pro tzv. vyvazovací opravy (zvedáky – lokomotiva se zvedne, předtím se odpojí pojezd/podvozky. Pak je možno opravit/vyměnit dvojkolí, trakční elektromotory apod.). Některá depa jsou vybavena zařízením pro kontrolu činnosti mobilní části vlakového zabezpečovače (tedy "kódovaným" úsekem koleje, se simulací signálů pro přenos znaků návěstidla na stanoviště strojvedoucího. Tzv. návěstní opakovač přenáší na kódované trati znaky návěstidla k němuž se vlak blíží, na stanoviště strojvedoucího).
Další vybavení depa pak závisí především na typu hnacích vozidel (parní, motorová, elektrická), která jsou v daném depu provozována a udržována (pracoviště pro elektrikáře, zámečníka, mechanika… ).
Obvyklou součástí lokomotivních dep pro motorové lokomotivy (nezávislá trakce) bývají též zařízení pro provozní údržbu, doplňování paliv a maziv do hnacích agregátů vozidel, případně pro doplnění nebo výměnu chladicí vody, nemrznoucí směsi apod. Se zavedením nových vozidel do provozu (motorové a elektrické jednotky pro osobní dopravu, nové osobní vozy) přibyly v DKV i nové činnosti – vypouštění fekálních nádrží a doplňování provozních zásob vody (pro WC a umyvárny v soupravách). U dieselelektrických a elektrických lokomotiv závislé trakce pak dílny pro běžnou údržbu a drobné opravy elektrické výzbroje vozidel.